# Ян Рабштинський (маршалок)
Ян Рабштинський із Тенчина, Рабштина, Ксьонжа Великого, Крашьніка гербу Топор (нар. 1460-ті — пом. 1505) — державний діяч Королівства Польського, надвірний маршалок (1501—1505); староста рабштинський, сандомирський (1502—1505), плоцький (1502—1505).

## Життєпис
Народився Ян, ймовірно, в 1460-х роках у сім'ї майбутнього каштеляна завихостського та вішьлицького Яна Рабштинського та Барбари з Волі Конінської, доньки ловчого люблінського Яна Конінського. Мав 2 братів Анджея та Станіслава.
Вперше згадується в документах 4 лютого 1489 року. До початку XVI століття згадується без будь-яких урядів.
У листопаді 1501 року був призначений на посаду надвірного маршалка, обіймав її до кінця життя. Одночасно з ним, ймовірно, під час відсутності Яна біля короля, обов'язки маршалка також виконували Станіслав Лянцкоронський (1503—1504), Ян Оссолінський (1504) і Януш Свєрчовський (1505).
1502 року брав участь у змаганнях за прибуткову посаду Краківського войського, зокрема, отримав номінацію на цей уряд на початку року. Проте ця номінація не була реалізована й 23 листопада 1502 року взагалі була скасована. Цього ж року отримав староства плоцьке та сандомирське, які тримав до кінця життя.
14 квітня 1502 року Ян Рабштинський, разом із каштеляном львівським Станіславом Ходецьким і секретарем коронним Яном Лаським, приймали присягу (лже)свідків у королівському суді щодо нібито шляхетства гербу Сулима Еразма Цьолека, завдяки чому останній зміг стати каноніком краківським і далі розвинути свою духовну кар'єру.
Помер Ян Рабштинський, орієнтовно, в середині 1505 року. У заповіті він виділив 350 флоринів на створення золотого келиху для Краківської катедри.

## Маєтності
Після смерті батька на переломі 1498/1499 разом із братом Анджеєм без поділу (колективно, спільно) одідичили маєтності останнього: ключі крашьніцький і ксьонзький, тенуту рабштинську та декілька окремих сіл.
1502 року Ян продає Касперу Кізінгеру свинцеву гуту, що належала до Рабштинського замку, за 90 гривень.
1504 року король Олександр Ягеллончик на прохання маршалка двору Яна Рабштинського звільнив його місто Крашьнік з прилеглими селами від податків на 8 років через те, що вони були знищені татарами.

## Сім'я
Був одружений із Барбарою зі Спрови гербу Одровонж, придворною королеви Єлизавети. Мали двох доньок:
- Зофія — дружина Міколая Слабоша;
- Анна — дружина Міколая Морського[11].